# Adam Dalgliesh
 Der er for få eller ingen kildehenvisninger i denne artikel, hvilket er et problem. Du kan hjælpe ved at angive troværdige kilder til de påstande, som fremføres i artiklen.

Adam Dalgliesh er en fiktiv hovedperson og kriminalkommissær i den britiske roman-række og tv-serie af samme navn, skrevet af forfatteren P.D. James. Dalgliesh optræder første gang i romanen Dæk ansigtet til fra 1962 og sidste gang i Ar for livet fra 2008. Desuden medvirker han også i to af James’ parallelle detektivbøger om Cordelia Gray. På tv er han formentlig mest kendt af de fleste i skikkelse af den engelske skuespiller Roy Marsden, der medvirkede som Adam Dalgliesh fra 1983-1998.
I de første romaner, er Dalgliesh kriminalinspektør, men avancerer efterhånden til "kriminalkommissær" for Metropolitan Police Service ved Scotland Yard i London. Som privatperson er han af natur både intellektuel og sky, men holder af at skrive digte, hvilket hans kolleger ofte minder ham om, eftersom flere af hans værker er udgivet som digtsamlinger. Adam Dalgliesh bor i en lejlighed i valgkredsen Queenhithe beliggende ved Themsen i City of London. Han beskrives som ”høj, mørkhåret og smuk” af seriens kvinder, som en reference til Mr. Darcy fra Jane Austens roman Stolthed og fordom.
Dalgliesh’s far var præst i et landsogn i grevskabet Norfolk, og ellers er hans eneste slægtning en tante, Jane Dalgliesh, som han holder meget af. Da hun dør, arver Adam bl.a. en ombygget mølle ved Norfolks kyst. Dalgliesh er enkemand, efter han mistede sin hustru ved en tragisk dødfødsel tretten år inden Med kniven i hjertet finder sted, og som følge heraf har han svært ved at binde sig til ny kærlighed. Hans forhold til kvinden Deborah Riscoe går i stykker pga. dette. Under et ophold på St. Anselm’s i Suffolk, møder han dog Cambridge-underviseren Emma Lavenham. Han frier til hende og brylluppet finder sted i slutningen af romanen Ar for livet, fra 2008.
Adam Dalgliesh regnes som én af den moderne tids ”gentleman-detektiver” blandt en lang række fiktive politifolk indenfor den britiske detektivgenre, og kendere af genren drager mange paralleller mellem ham og Inspector Morse. I sin lange karriere stiger Dalgliesh kløgtigt i graderne og ender som kommissær for en afdeling af Criminal Investigation Department, der tager sig af særligt følsomme sager. I takt med avanceringen, skifter han også bilmærke fra en cooper bristol til jaguar.
Dalgliesh-figuren blev skabt af P.D. James som en hyldest til forfatterens kvindelige engelsk-lærer, da James som ung gik på Cambridge High School. Ved et tilfælde fandt hun senere i livet ud af, at lærerens far hed ”Adam”.

## Kriminalromaner med Adam Dalgliesh udgivet på dansk
- Unaturlige årsager (1978), - engelsk: Unnatural Causes (1967)
- Mord på laboratoriet (1979), - engelsk: Death of an Expert Witness (1977)
- Med kniven i hjertet (1985), - engelsk: A Mind to Murder (1963)
- Det sorte tårn (1986), - engelsk: The Black Tower (1975)
- Indviet til mord (1987), - engelsk: A Taste for Death (1986)
- Døde nattergale (1988), - engelsk: Shroud for a Nightingale (1971)
- Dæk ansigtet til (1989), - engelsk: Cover Her Face (1962)
- List og længsler (1990), - engelsk: Devices and Desires (1989)
- Arvesynd (1994), - engelsk: Original Sin (1994)
- En form for retfærdighed (1998), - engelsk: A Certain Justice (1997)
- Gejstlig død (2002), - engelsk: Death in Holy Orders (2001)
- Mordsalen (2004), - engelsk: The Murder Room (2003)
- Fyret (2006), - engelsk: The Lighthouse (2005)
- Ar for livet (2008), - engelsk: The Private Patient (2008)

## Som tv-serie
Samtlige af P.D. James’ romaner med Adam Dalgliesh til og med Mordsalen, er blevet lavet til tv-serie, startende ud med Mord på laboratoriet (1983). De første ti romaner blev tilrettelagt af Anglia Television og sendt på ITV-netværket med Roy Marsden som Dalgliesh. Martin Shaw overtog rollen, da BBC fik rettighederne til serien i 2003, og han nåede at medvirke i Gejstlig død og i Mordsalen. Filmatiseringerne har ikke altid gengivet de oprindelige historier minutiøst, da de ofte ikke følger romanernes kronologiske rækkefølge.